# Kelli Denise Brown
Kelli Denise Brown (Nueva Zelanda, 21 de febrero de 2001) es una futbolista neozelandesa que juega como delantera en el Hamilton Wanderers de la Liga Nacional de Mujeres de Waikato.
Participó en la Copa Mundial Femenina de Fútbol Sub-17 de 2018 donde marcó el primer gol del campeonato.

## Selección nacional

### Participaciones en Copas del Mundo
| Mundial                                | Sede    | Resultado | Partidos | Goles |
| -------------------------------------- | ------- | --------- | -------- | ----- |
| Mundial Femenino de Fútbol Sub-17 2018 | Uruguay | -         | 1        | 1     |

### Participaciones en el Campeonato Femenino Sub-17 de la OFC
| Campeonato                                   | Sede  | Resultado | Partidos | Goles |
| -------------------------------------------- | ----- | --------- | -------- | ----- |
| Campeonato Femenino Sub-16 de la OFC de 2017 | Samoa | Campeón   | 5        | 14    |

### Goles
| Goles                   | Goles                                                                                  | Goles                                          | Goles      | Goles   | Goles      | Goles                                    | Goles     |
| Fecha                   | Partido                                                                                | Campeonato                                     | Sede       | Anotado | Amonestado | Otorgado · Otorgado otra vez · Expulsado | Expulsado |
| ----------------------- | -------------------------------------------------------------------------------------- | ---------------------------------------------- | ---------- | ------- | ---------- | ---------------------------------------- | --------- |
| 13 de noviembre de 2018 | Nueva Zelanda 1 – 0 Archivado el 14 de noviembre de 2018 en Wayback Machine. Finlandia | Copa Mundial Femenina de Fútbol Sub-17 de 2018 | Montevideo | 1       | 0          | 0                                        | 0         |
| 15 de agosto de 2017    | Nueva Zelanda 9 – 0 Islas Cook                                                         | Campeonato Femenino Sub-16 de la OFC de 2017   | Apia       | 3       | 0          | 0                                        | 0         |
| 12 de agosto de 2017    | Nueva Zelanda 8 – 0 Samoa                                                              | Campeonato Femenino Sub-16 de la OFC de 2017   | Apia       | 3       | 0          | 0                                        | 0         |
| 8 de agosto de 2017     | Nueva Zelanda 7 – 0 Nueva Caledonia                                                    | Campeonato Femenino Sub-16 de la OFC de 2017   | Apia       | 1       | 0          | 0                                        | 0         |
| 5 de agosto de 2017     | Tahití 1 – 17 Nueva Zelanda                                                            | Campeonato Femenino Sub-16 de la OFC de 2017   | Apia       | 7       | 0          | 0                                        | 0         |